# Calixto III
Calixto III, de nombre secular Alfonso de Borja (Torreta de Canals, Játiva, Reino de Valencia, 31 de diciembre de 1378-Roma, Estados Pontificios, 6 de agosto de 1458), fue el papa 209.º de la Iglesia católica entre 1455 y 1458.
Nacido en el seno de la Casa de Borja en el Reino de Valencia, fue estudiante y profesor de la Universidad de Lérida, canónigo de la catedral de Lérida, vicario de la diócesis, jurista de prestigio, embajador y consejero de Alfonso V de Aragón, preceptor de su hijo Fernando I, obispo de Valencia y cardenal de Eugenio IV y Nicolás V.  
Elegido papa en 1455, su pontificado estuvo marcado por la organización de la cruzada contra los otomanos que dos años antes habían tomado Constantinopla, pero la tibia respuesta de los príncipes seculares europeos a la convocatoria para la expedición militar hizo vanos sus esfuerzos.

## Biografía

### Familia
Alfonso de Borja fue miembro de una familia de la pequeña y mediana nobleza de Játiva, originaria probablemente de la ciudad fortificada de Borja en Aragón, atendiendo a la costumbre de muchos de los conquistadores de tomar el apellido del lugar de nacimiento.
Fue el único hijo varón de Domingo de Borja, «un bon home, llaurador de Xàtiva» y de Francisca o Francina de Borja o de Llansol. Fue probablemente el primogénito y tuvo cuatro hermanas: Isabel, Juana, Catalina y Francisca.

### Primeros años
Estudió leyes en la Universidad de Lérida, de la que también fue profesor, donde llamó la atención del rey Martín el Humano, que le nombró asesor del baile de Lérida, y la del antipapa Benedicto XIII, que lo atrajo a su causa en el enfrentamiento que el Cisma de Occidente había provocado en la Iglesia. Su apoyo al antipapa le valió ser nombrado canónigo de la catedral de Lérida y, a la muerte del obispo Pedro de Cardona en 1412, vicario capitular.
Llamado a su servicio como jurista y diplomático por Alfonso V de Aragón, enfrentado al romano pontífice, a la muerte de Benedicto XIII, en 1423, dio breve apoyo a Gil Muñoz, elegido sucesor del papa Luna por tres de sus cardenales con el título de Clemente VIII. Poco después, enviado a Peñíscola por Alfonso V, deseoso de un acercamiento a Roma, logró la renuncia de Gil Muñoz y su sometimiento al papa Martín V. El éxito de su negociación supuso el fin del cisma que había dividido a la Iglesia desde 1378 y la reconciliación entre el rey de Aragón y el papado. En recompensa, Alfonso fue nombrado obispo de Valencia en 1429.
En Valencia permaneció poco tiempo pues continuó prestando sus servicios al rey de Aragón Alfonso V, especialmente en los asuntos napolitanos. Se negó, no obstante, a participar en el concilio de Basilea en condición de embajador de Aragón y puso todo su empeño y dotes diplomáticas al servicio del entendimiento entre el papa Eugenio IV y el rey aragonés, al que convenció para que retirase el apoyo que había prestado inicialmente al concilio cismático. 

### Consejero de Alfonso V
En 1432 el rey Alfonso V había marchado a Nápoles para acometer la conquista del reino contra René de Anjou, dejando a su hijo Fernando bajo la tutela de Alfonso de Borgia y de Ximén Pérez de Corella.  
En 1438 Fernando viajó a Nápoles para reunirse con su padre, y Alfonso Borgia marchó con él.  Durante los años siguientes sirvió en la corte del rey como presidente del Consejo Real. 

### Cardenal en Roma

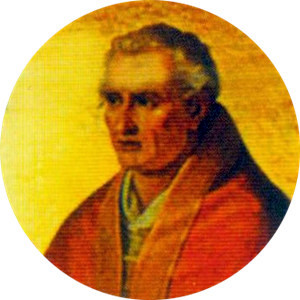
Eugenio IV.

El papa Eugenio IV le premió con el capelo cardenalicio en el consistorio del 2 de mayo de 1444, con el título de los Cuatro Santos Coronados y retención del obispado de Valencia.  A partir de ese momento estableció su residencia en Roma, manteniéndose neutral y alejado de las disputas entre los Orsini y los Colonna y distinguiéndose en la curia romana por sus conocimientos jurídicos y su austeridad de vida.

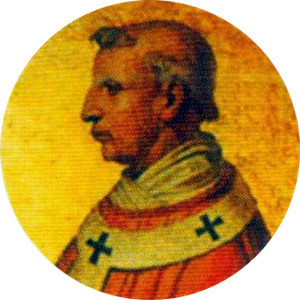
Nicolás V.

Durante el papado de Nicolás V contribuyó a alcanzar la paz de Lodi, que aseguraba el equilibrio entre Milán, Florencia y Nápoles y permitía hacer frente al peligro turco. Por lo mismo se opuso a las conquistas del condottiero Giacomo Piccinino en Siena, a pesar de ser este aliado del rey de Aragón, dando prueba así de su rectitud de criterio e independencia frente a consideraciones de afinidad nacional de lo que hizo gala durante su pontificado, especialmente cuando a la muerte de Alfonso V de Aragón rechazó reconocer a su hijo Fernando I de Nápoles como rey de Nápoles alegando derechos feudales de la Iglesia sobre aquel reino.

### Pontificado

#### El cónclave de 1455

Escudo de Calixto III.

El papa Nicolás V murió en marzo de 1455 después de ocho años de pontificado. El cónclave que siguió estuvo marcado por las desavenencias entre los cardenales partidarios de los Orsini y los de los Colonna; el griego Basilio Bessarion era un candidato neutral con posibilidades, pero en un encendido discurso Alain de Coëtivy apeló a su reciente conversión, y finalmente fue elegido Alfonso Borgia por su reputación intachable, su declarada intención de contrarrestar a los turcos y su avanzada edad, que hacía presagiar un pontificado breve.  
Fue coronado sumo pontífice el 8 de abril de 1455 con el nombre de Calixto III en la escalinata de San Pedro por el protodiácono Prospero Colonna.
Su elección fue mal recibida por los romanos y los italianos en general, temerosos de que el nuevo pontífice («un papa bárbaro y catalán») contribuyese a incrementar en la península la influencia de la Casa de Aragón que había ocupado el Reino de Nápoles, que planease trasladar la corte pontificia fuera de Italia o que instalase en los principales cargos civiles y eclesiásticos a sus compatriotas.

#### Nepotismo
El nepotismo había sido una constante durante toda la historia del papado, y Calixto III no fue la excepción: sus sobrinos veinteañeros Rodrigo y Luis Juan fueron creados cardenales, el primero obispo de Segorbe y gobernador de la Bolonia de Sante Bentivoglio y el segundo obispo de Gerona y vicecanciller; su otro sobrino Pedro Luis fue nombrado capitán general de la Iglesia, castellano de Sant'Angelo, gobernador de Terni, Narni, Todi, Rieti, Orvieto, Spoleto, Foligno, Nocera, Assisi, Amelia, Civita Castellana y Nepi y prefecto de Roma, y primo de este fue su lugarteniente Galcerán de Borja.

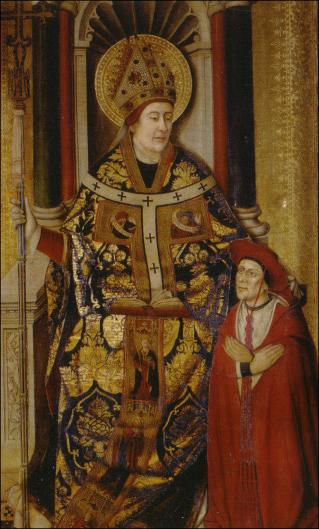
San Ildefonso con el cardenal Alfonso de Borja orante, c. 1452, tabla del retablo de Santa Ana obra de Pere Reixach, Museo de la Colegiata de Játiva.

Consciente del aislamiento en el que se encontraba un papa extranjero en Roma, se rodeó preferentemente de parientes y connacionales entre los que repartió numerosos beneficios eclesiásticos y cargos civiles: entre éstos formaron parte de su entorno el general de los agustinos Jaime Sarzuela, el datario y confesor Cosme de Monserrat, su secretario privado Bartolomé Regas, el tesorero de la Cámara Apostólica Pedro Daltell, el maestro del Sacro Palacio Jaime Gil, Ausias Despuig, Joan Margarit, Jaume Serra, Jaume Girard, Joan Soler, Pedro de Urrea, Jaime de Cardona, Juan de Aragón y Juan de Mella, junto con una larga lista de legados, nuncios, referendarios, colectores, abreviadores, castellanos de las fortalezas, patrones de la flota pontificia, arquiatras, familiares, comensales y hasta el cocinero.
Fueron conocidos coloquialmente como "catalanes", término con el que en Italia se designaba en aquella época a todos los españoles, puesto que históricamente habían sido de Cataluña los primeros ibéricos que en el siglo XII frecuentaron tierras italianas con el ejercicio del comercio y la piratería. La palabra tenía para los italianos una connotación despectiva, por su fama de incultos, violentos y avaros.

#### La cruzada contra los turcos
Imbuido del espíritu de Reconquista que había vivido durante sus cincuenta años en España, su prioridad como pontífice se centró en la lucha contra los turcos, que en 1453 habían tomado Constantinopla y avanzaban hacia Europa, y en la pacificación de las disputas entre los estados cristianos para unidos hacer frente al peligro común.  Poco después de su coronación pronunció un voto en el que se comprometía a emplear todos los medios para cumplir sus objetivos:

Yo, el Papa Calixto III, prometo y hago voto a la Santísima Trinidad, Padre, Hijo y Espíritu Santo; a la siempre Virgen Madre de Dios, a los Santos Apóstoles Pedro y Pablo y a todos los ejércitos celestiales, de emplearlo todo, según mis fuerzas, y si necesario fuere aun con el ofrecimiento de mi propia sangre, para volver (auxiliado por los consejos de mis venerables hermanos) a recobrar a Constantinopla, la cual, en castigo de los pecados del género humano, ha sido conquistada y destruida por el enemigo del Salvador crucificado, por el hijo del demonio, Mohammed, príncipe de los turcos. Y para librar además a los cristianos que se consumen en la esclavitud, enaltecer la verdadera Fe, y borrar en Oriente la diabólica secta del maldito e infiel Mahoma; pues la luz de la fe está allí casi enteramente extinguida.  Si  yo me olvidare de ti ¡oh, Jerusalén! caiga en olvido mi diestra, y mi lengua quede paralizada en mi boca, si yo no me acordara de  ti, Jerusalén, y no te pusiera en el principio de mis alegrías.  Así Dios me ayude y su Santo Evangelio. Amén.

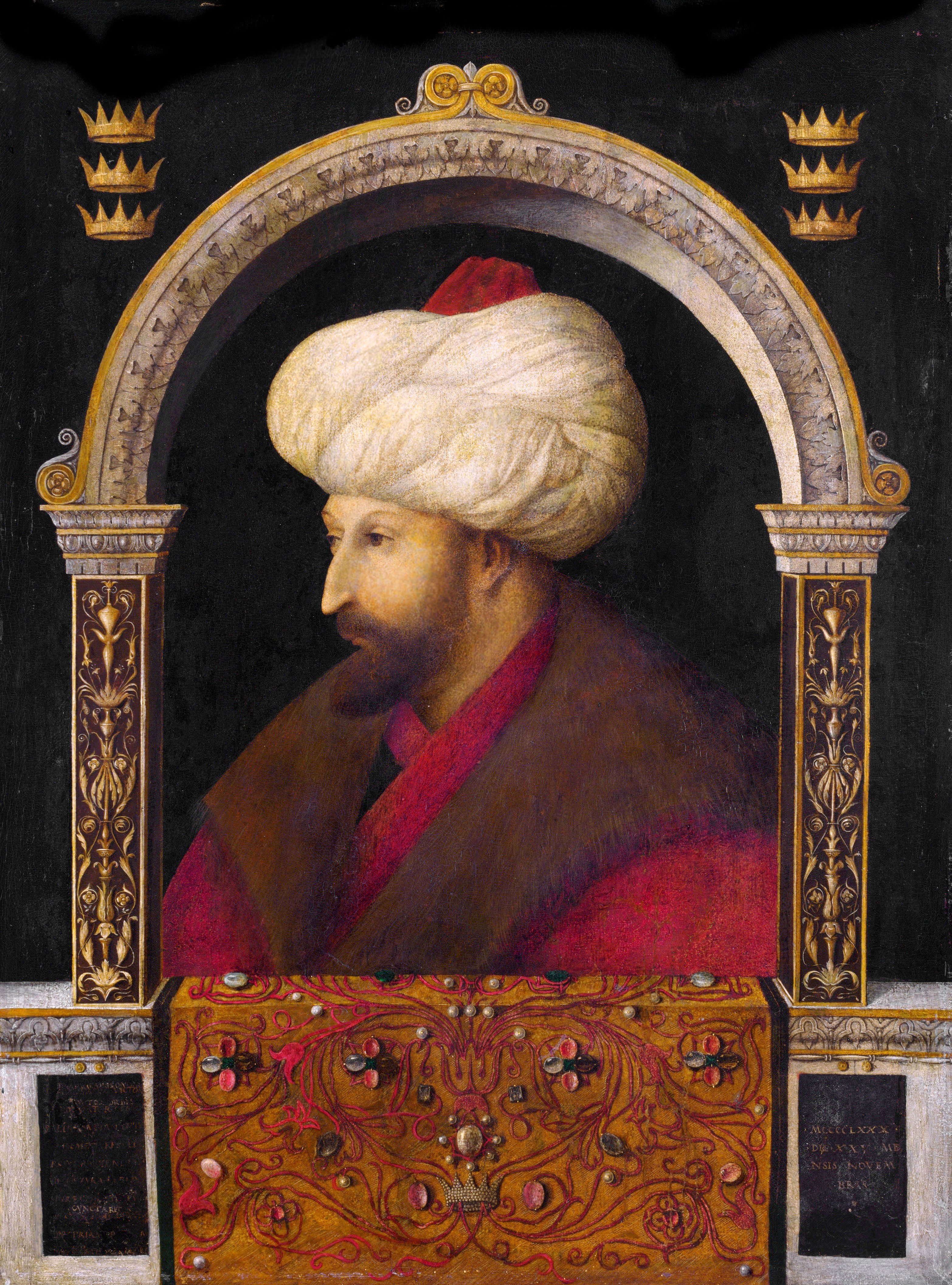
El sultán otomano Mehmed II.

Para ello el 15 de mayo de 1455 proclamó la bula de cruzada fijando el 1 de marzo del año siguiente como fecha para la partida de "todos los príncipes y pueblos cristianos"; nombró como legados a Nicolás de Cusa a Inglaterra y Alemania, Alain de Coëtivy a Francia, Dionisio Szécsi a Hungría, Juan de Carvajal también a Hungría, Alemania y Polonia, Pedro de Urrea a Aragón, Valencia y Cataluña, y Ludovico de Bolonia a Persia y Georgia, envió a las principales ciudades europeas frailes mendicantes como predicadores de la cruzada y estableció una comisión formada por los cardenales Besarión, Estouteville, Trevisan, Capranica, Orsini y Barbo para promover la guerra santa.
A orillas del Tíber en Roma y del Ródano en Aviñón se comenzó la construcción de una gran flota, para la que se llevaron carpinteros y marineros de varias ciudades.    
Para sufragar los gastos de la próxima expedición militar Calixto III dispuso «por todo el mundo cristiano» una amplia red de colectores del diezmo y vendedores de indulgencias con rigurosas normas para la gestión del dinero, impuso un tributo extraordinario a los cardenales, vendió su vajilla de oro y plata y objetos de arte al rey de Nápoles y enajenó los tesoros acumulados por Nicolás V. Cuando en la iglesia de Santa Petronila se descubrió una sepultura ricamente ornamentada que se conjeturaba ser del emperador Constantino, el papa mandó despojarla del oro que tenía para emplearlo en los gastos de la guerra.
Sin embargo el proyecto de cruzada no tuvo una acogida favorable entre los príncipes europeos ni consiguió el objetivo perseguido.  
Los electores y prelados alemanes protestaron contra los «gravamina» que Roma imponía; Ladislao de Hungría y su primo el emperador Federico III estaban más enemistados entre ellos que con los turcos; Francia e Inglaterra se quedaron al margen, mirándose unos a otros con recelo después de la guerra de los Cien Años que les había tenido enfrentados hasta dos años antes, en el primero de estos países la bula no llegó a publicarse, y la Universidad de París apeló ante el concilio la decisión del papa alegando la Pragmática Sanción de 1438; el rey de Portugal hizo promesas tan solemnes que el papa le cedió el dinero de los diezmos para que armara su propia flota, pero tres años después el portugués tuvo que devolverlo por no haber enviado ni un solo buque; el de Dinamarca y Noruega se apropió arbitrariamente de las colectas.  

La Corona de Aragón en el s. XV.

El duque de Borgoña Felipe el Bueno debía liderar el ejército de tierra, pero después de permitir la recaudación del diezmo en sus territorios, no envió ni dinero ni tropas.  
El rey de Nápoles Alfonso V estaba llamado a contribuir largamente con su flota como el monarca con el territorio más extenso en el Mediterráneo, pero sus relaciones con Calixto pasaban por un mal momento: la proyectada boda de sus nietos Alfonso y Eleonora con los hijos del duque de Milán Ippolita y Sforza Maria tenía la oposición del papa, que preveía la futura formación de un estado preeminente que amenazaría la paz en Italia.  A la situación vinieron a sumarse las correrías del condotiero Jacopo Piccinino, que había marchado contra Siena apoyado por el napolitano, y había provocado que parte del dinero y tropas destinados a la cruzada tuvieran que dedicarse a combatirle.
En la misma Italia las cosas no fueron mejor: el duque de Milán Francesco Sforza se mostró indiferente a todo lo que no fuera consolidar sus propios dominios,  el signore de Florencia Cosme de Médici se abstuvo de cualquier promesa ante un proyecto tan costoso, y los embajadores de la República de Venecia, en nombre del Consejo de los Diez y del dux Francesco Foscari, declararon que se unirían a la cruzada si todos los demás lo hacían (lo cual estaba previsto que sería imposible), intentando mantener la amistad con los turcos para no dañar sus intereses comerciales.  La recaudación de los diezmos fue frecuentemente fuente de irregularidades y apropiaciones indebidas, y no faltaron los impostores que se hicieron pasar por enviados pontificios para estafar a los devotos.
En septiembre de 1455 el papa puso las galeras de Aviñón bajo el mando de Pedro de Urrea, Antonio Olzina y Antonio Frescobaldi con la misión de navegar hacia el Egeo y el Jónico, pero estos se unieron a la flota que Bernat de Vilamarí conducía por cuenta de Alfonso V y juntos marcharon contra el dux Pietro Fregoso de Génova con el que el rey estaba enfrentado hacía años, con la consiguiente indignación del papa.

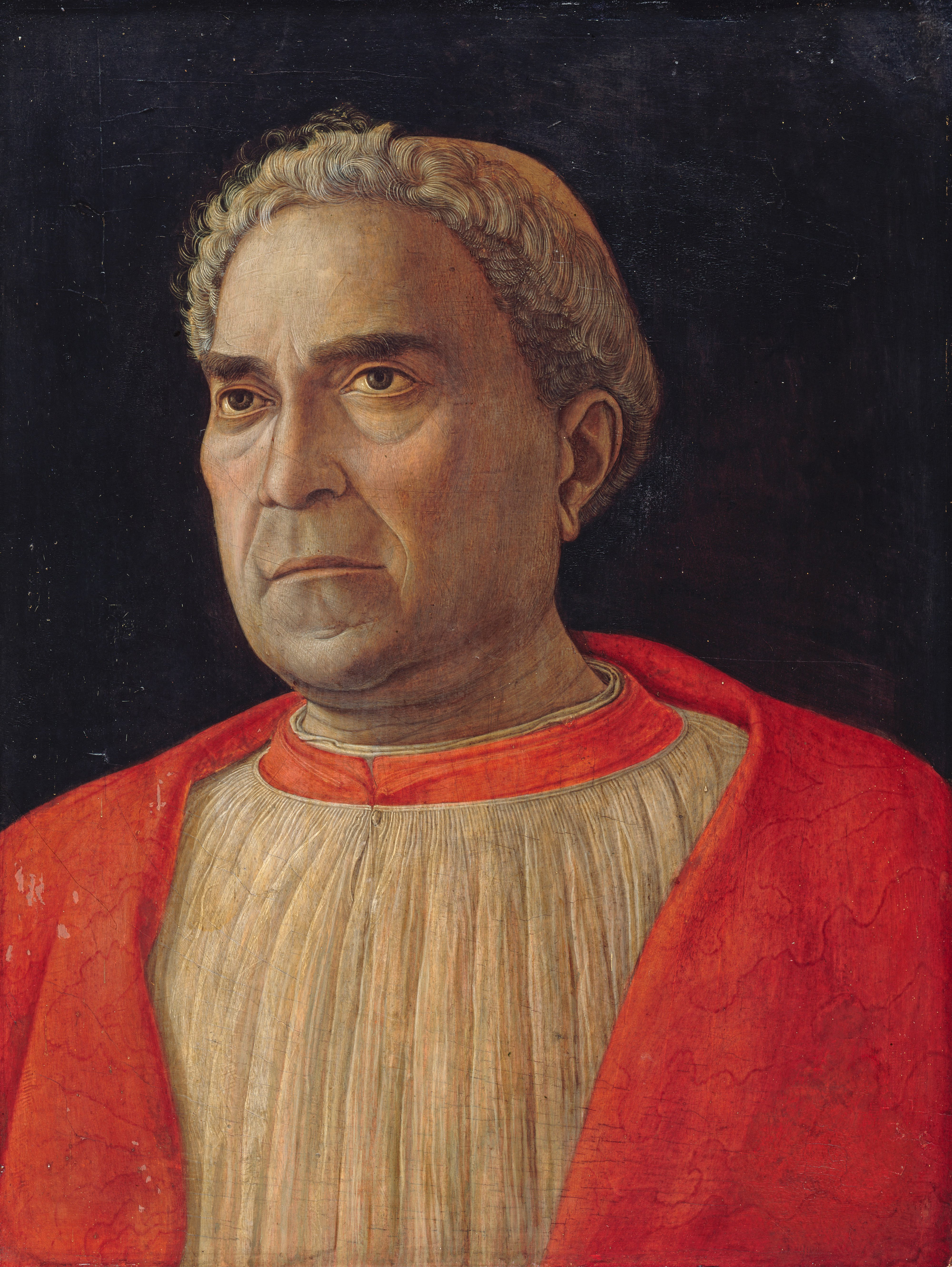
Ludovico Trevisan.

Tras la destitución de Urrea, en diciembre de 1455 fue nombrado legado y almirante de la flota Ludovico Trevisan, que zarpó de Roma para unirse en Nápoles a las galeras que el rey Alfonso V había prometido; pero entre los trabajos para terminar de armar y avituallar las naves, la desgana con que Trevisan acometió la empresa y la demora que el rey tuvo en entregar sus barcos, la flota no salió de Italia hasta principios de agosto de 1456, con cinco meses de retraso sobre la fecha prevista por el papa. Tras expulsar a los turcos de Lemnos, Samotracia y Tasos, Trevisan puso su cuartel general en Rodas.
Las buenas noticias llegaron desde Hungría: en junio de 1456 el sultán turco Mahomet II había dirigido contra este país un ejército de más de 100.000 hombres y 300 cañones y había puesto sitio a Belgrado; el rey Ladislao había huido a Viena, y con él la mayor parte de la nobleza, pero el jefe del ejército húngaro Juan Hunyadi, apoyado por un ejército heterogéneo reclutado por Juan de Carvajal y Juan de Capistrano, consiguió levantar el asedio y asestar una contundente derrota a los turcos.  La noticia de la victoria debía ser un acicate para que el resto de estados cristianos se sumaran a la cruzada, pero tampoco esta vez el papa les encontró dispuestos a implicarse.
En 1457 en Albania el veterano Skanderberg derrotó a los turcos en Tomorniza, el rey de Bosnia Esteban Tomás les enfrentó con resultado desigual, y Trevisan les venció en Mitilene, pero fueron victorias aisladas de escaso valor estratégico.  A principios de 1458 el papa convocó a todos los príncipes cristianos a un gran congreso de plenipotenciarios en Roma, en el que no se llegó a ningún resultado conocido.

#### Gobierno eclesiástico

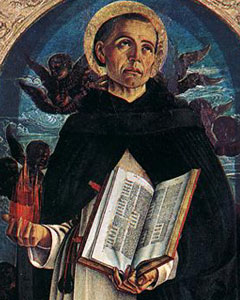
San Vicente Ferrer.

Durante su pontificado se completó el proceso de canonización de su paisano san Vicente Ferrer, aunque la bula no llegó a publicarse hasta después de su muerte, con Pío II; ya en sus tiempos se contaba que en los años mozos del futuro papa, éste tuvo un encuentro con el predicador y taumaturgo valenciano, quien le predijo que alcanzaría «la más alta dignidad a que puede llegar un hombre mortal».  También canonizó a Osmundo de Salisbury y fue el primer papa en reconocer oficialmente la aparición de la Virgen al apóstol Santiago en la bula Etsi propheta docente en la que concedía indulgencias a los que contribuyeran a la restauración de la capilla del Pilar de Zaragoza incendiada en 1434.

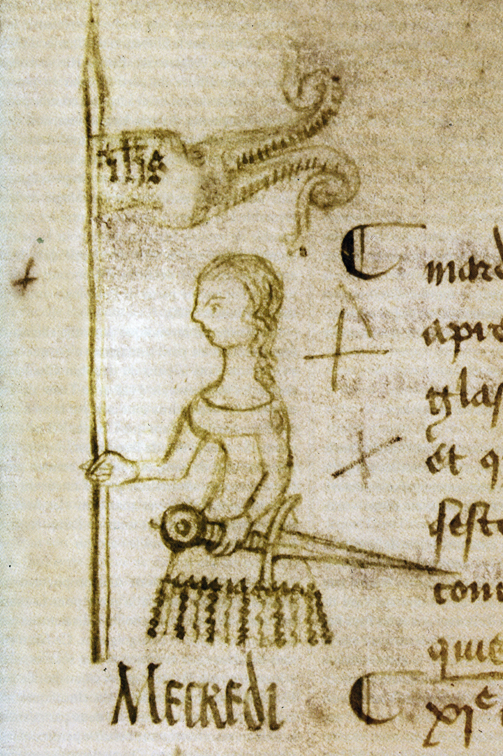
Juana de Arco.

En 1456 estableció una comisión formada por el arzobispo de Reims Jean Jouvenel des Ursins, el obispo de Coutances Richard Olivier de Longueil, el de París Guillaume Chartier y el inquisidor Jean Bréhal para revisar el proceso de 1431 en el que Pierre Cauchon había condenado a Juana de Arco, y la declaró inocente de los cargos de brujería por los que había sido quemada en la hoguera. 
Ese mismo año promulgó la bula papal Inter Caetera por la que confirmaba la validez de una bula del papa anterior, la Romanus Pontifex de 1455, que otorgaba al rey de Portugal el control sobre todos los territorios "desde los cabos de Bojador y de Nam a través de toda Guinea y más allá hasta la orilla meridional".

#### Las desavenencias con Nápoles

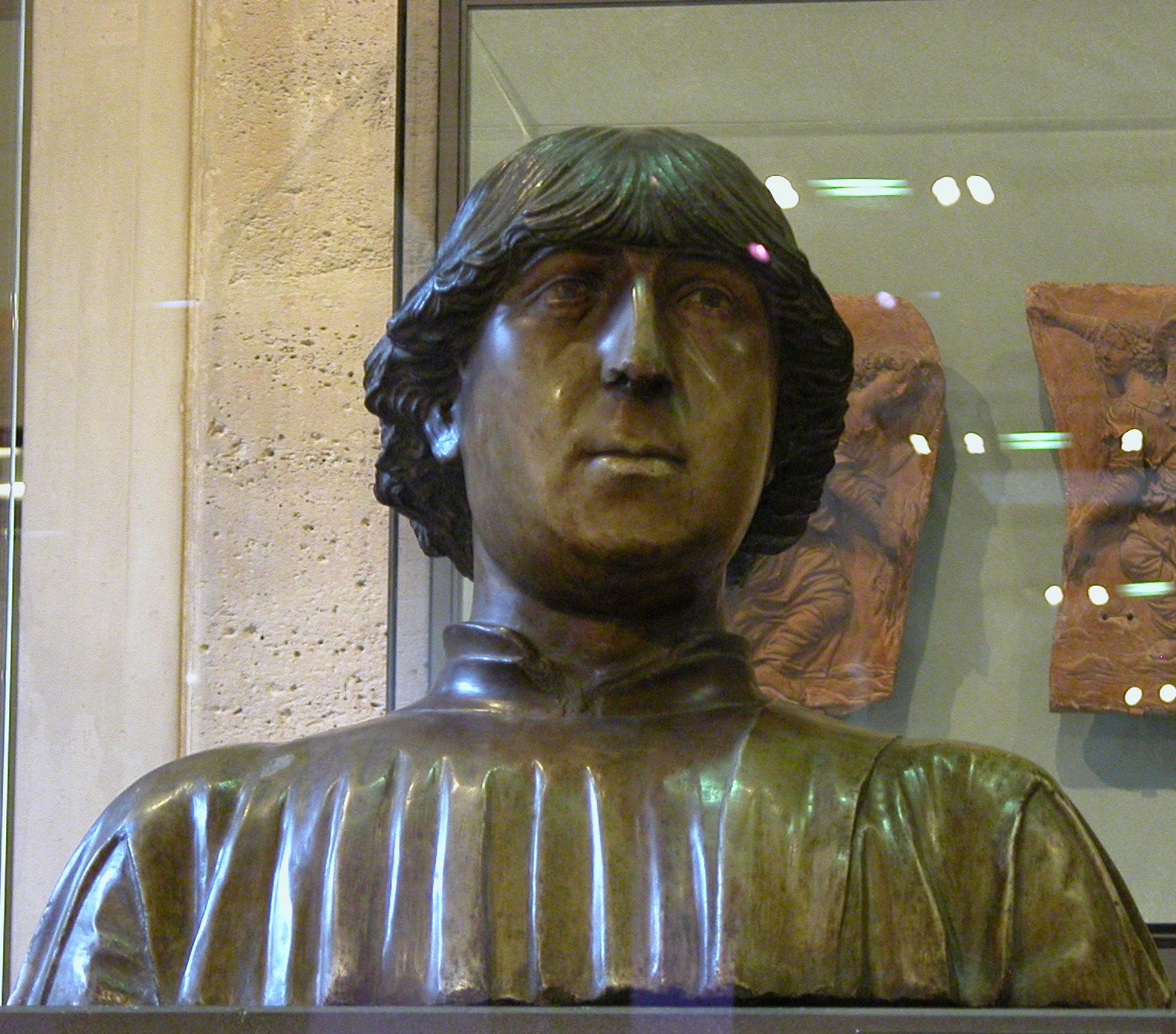
Fernando I de Nápoles.

A su muerte el 27 de junio de 1458, Alfonso V de Aragón dejó el reino de Nápoles a su hijo bastardo Fernando I de Nápoles. Los adversarios de la corona de Aragón ofrecieron el trono a Jean d'Anjou, conde de Provenza. Calixto III aprovechó para hacer valer los derechos feudales de la Iglesia sobre el reino, reservando a la Santa Sede el estudio de los derechos de cada uno de los pretendientes. Por bula de 12 de julio reclamó esos derechos y ordenó a los napolitanos que no prestasen juramento a ninguno de los candidatos.  Llegó incluso a enviar a su sobrino Pedro Luis de Borja a luchar contra Fernando, reconocido como rey por Milán y Florencia. Solo la muerte de Calixto III el 6 de agosto de 1458 puso fin al conflicto. 

#### Calixto III y el Renacimiento

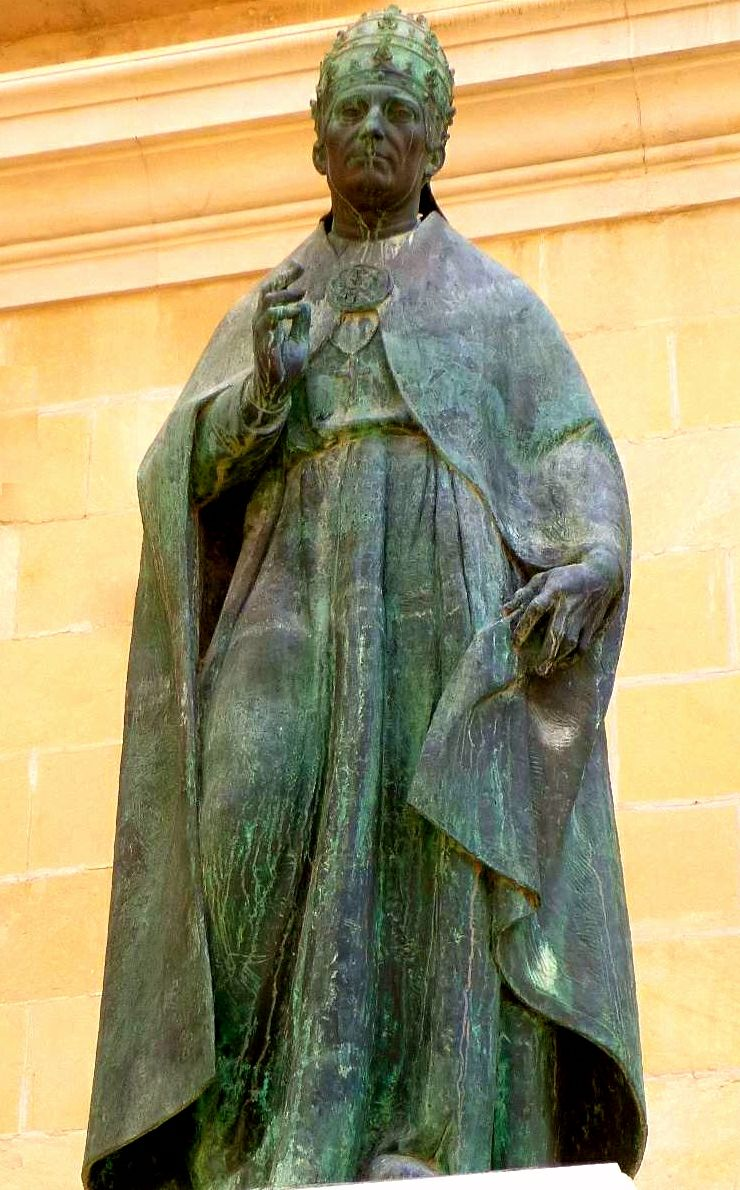
Monumento a Calixto III en Játiva (Valencia)

Poco apreciado por los humanistas, que en su predecesor Nicolás V habían encontrado un espléndido mecenas, su frugal estilo de vida (los gastos de la curia romana se redujeron en más de un tercio durante su pontificado y los candelabros de plata de la capilla papal se sustituyeron por otros de plomo) y la atención puesta en la cruzada, se interpretaron como falta de aprecio por las artes y las letras, y como incapacidad para entender el naciente movimiento humanista, a pesar del apoyo que concedió a Lorenzo Valla, al que nombró secretario pontificio y canónigo de San Juan de Letrán. Francesco Filelfo y Vespasiano da Bisticci le acusaron de dispersar la colección de libros y manuscritos reunida por Nicolás V en su Biblioteca Vaticana, a la que Calixto III legó su colección de libros jurídicos, pues para obtener fondos con destino a la cruzada vendió algunas valiosas encuadernaciones.  Sin embargo la acusación parece infundada. 
Con objeto de desacreditar al papa, tachándolo de supersticioso, Bartolomeo Platina puso en circulación la leyenda de que Calixto III había ordenado que las campanas de las iglesias tañesen todos los días a mediodía contra la amenaza que representaba el Halley, visible en 1456, al que según el matemático francés del siglo XVIII Pierre-Simon Laplace, Calixto III habría excomulgado. La orden, en realidad, había sido dada para recordar a los cristianos el peligro turco y la necesidad de la cruzada, según recogía la bula de 29 de junio de 1456, en la que ni siquiera se mencionaba al cometa.

#### Muerte

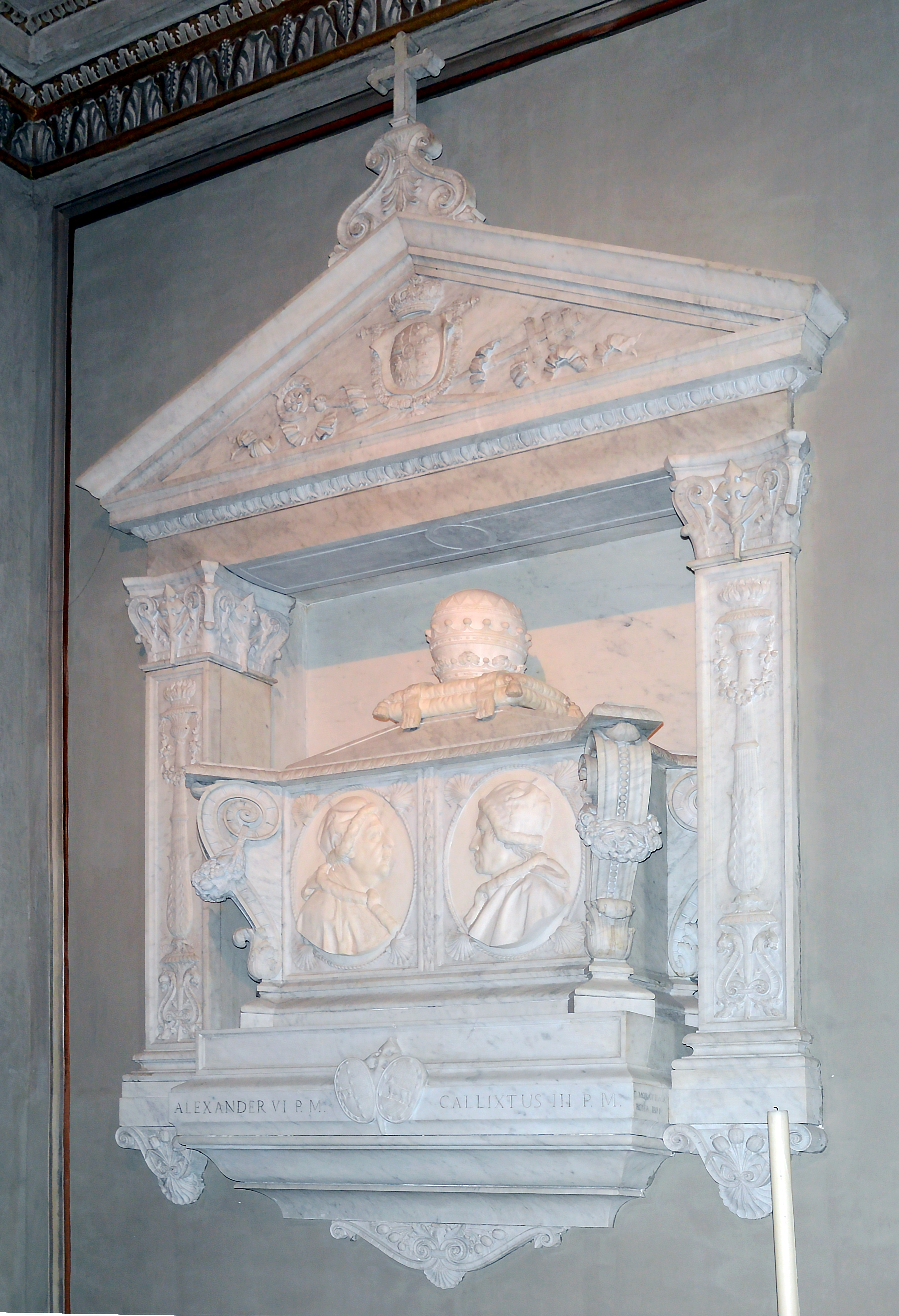
Sepulcro de Calixto III y Alejandro VI en Santa María de Montserrat, Roma.

Casi octogenario y atormentado por la gota, a principios de julio de 1458 contrajo unas fiebres que fueron agravándose hasta que el 4 de agosto recibió la extremaunción y el día 6 murió, fiesta de la Transfiguración por él instituida en recuerdo del sitio de Belgrado.  
La noticia de su muerte provocó graves disturbios protagonizados por sus antiguos enemigos, especialmente por los Orsini: los "catalanes" fueron perseguidos y atacados en Roma y fuera de la ciudad, el palacio del cardenal Rodrigo de Borja fue saqueado, Pedro Luis de Borja huyó a Spoleto tras entregar Sant'Angelo al colegio cardenalicio y murió un mes después en Civitavecchia, y Piccinino aprovechó la coyuntura para ocupar Assisi, Gualdo, Bevagna y Nocera en los territorios de los Estados Pontificios.
Calixto III fue sepultado en la iglesia de Santa Maria della Febbre anexa a la antigua basílica de San Pedro, pero unida ésta a la basílica actual, en 1586 sus restos fueron colocados detrás del órgano; en 1605 pasaron a la capilla de Sixto IV y cinco años después fueron trasladados junto a los de su sobrino Alejandro VI a la iglesia de Santa María de Montserrat de los Españoles, donde en 1889 el escultor Felipe Moratilla terminó la construcción del sepulcro de mármol que todavía puede verse en la primera capilla de la derecha.